# Jasione maritima
Jasione maritima é uma espécie de planta com flor pertencente à família Campanulaceae. 
A autoridade científica da espécie é (Duby) Merino, tendo sido publicada em Flora Desciptiva é Illustrada Galicia 2: 291. 1906.

## Portugal
Trata-se de uma espécie presente no território português, nomeadamente os seguintes táxones infraespecíficos:
- Jasione maritima var. sabularia - presente em Portugal Continental. Em termos de naturalidade é endémica da região atrás referida. Encontra-se protegida por legislação portuguesa ou da Comunidade Europeia, nomeadamente pelo Anexo II e IV da Directiva Habitats e pelo Anexo I da Convenção sobre a Vida Selvagem e os Habitats Naturais na Europa.